# 阿旺丹巴
阿旺丹巴（藏語：ངག་དབང་དམ་པ，威利转写：ngag dbang dam pa；?—?）藏族，今青海省湟中县共和乡却西德哇人，第一世却西活佛。

## 生平
阿旺丹巴曾任塔尔寺密宗学院的引经师。1770年，任塔尔寺密宗学院第三十九任堪布。1780年，经三世却藏活佛推荐，以及六世班禅额尔德尼批准，任塔尔寺第三十三任法台。同年，六世班禅额尔德尼在北京黄寺圆寂，遗体运返西藏，途经西宁时，阿旺丹巴负责来往接送事宜。1781年，负责在塔尔寺大经堂建成了六世班禅额尔德尼的灵塔，并取名“降凡塔”。